# Anello di Pietroasele

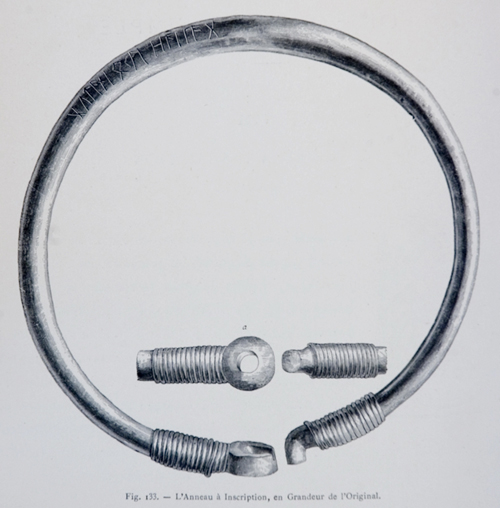
Anello di Pietroasele (disegnato da Henri Trenk, 1875)

L'Anello di Pietroasele è un oggetto in oro simile ad un torque ritrovato in un tumulo a Pietroasele, distretto di Buzău, Romania meridionale (ex Valacchia), nel 1837. Fa parte del tesoro di Pietroasele, databile tra il 250 ed il 400. L'anello stesso viene ritenuto di origine romana o mediterranea, e contiene un'iscrizione runica in lingua gotica, e precisamente in Fuþark antico.
Quest'anello è oggetto di un considerevole interesse accademico, e sono state avanzate numerose teorie riguardo alla sua origine, al suo significato funerario ed alla datazione. L'iscrizione, che venne irreparabilmente danneggiata poco dopo la scoperta, non è più leggibile con sicurezza, ed è stata soggetta a vari tentativi di ricostruzione ed interpretazione. Nel 2004 è stato possibile ricostruire la parte danneggiata grazie al ritrovamento di alcune immagini relative al suo stato originario. L'anello può offrire una vista d'insieme della religione pagana pre-cristiana dei Goti.

## Storia

### Il tesoro
Cultura di Wielbark, inizio del III secolo
     Cultura di Černjachov, inizio del IV secolo
     Impero romano

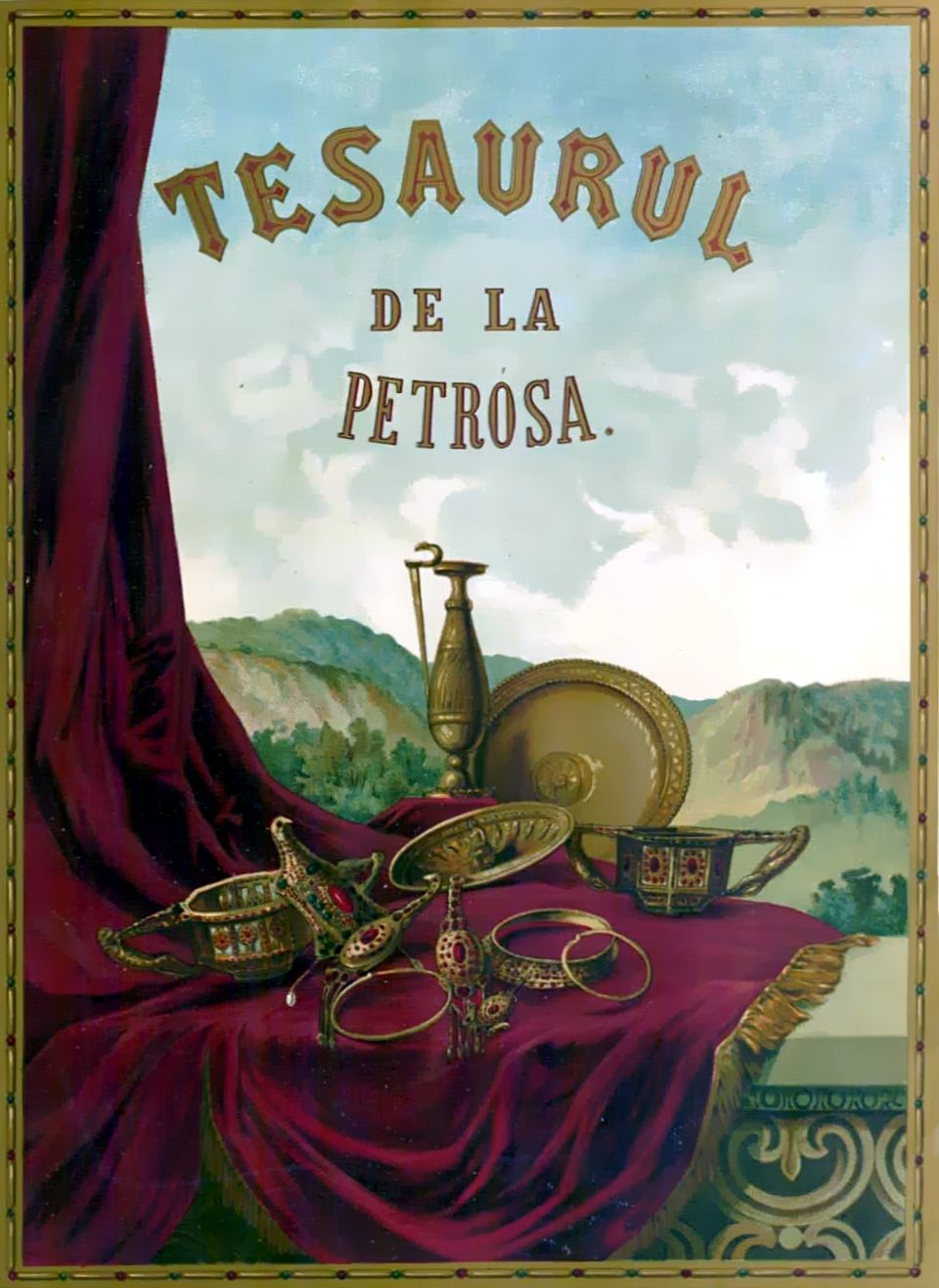
Poster raffigurante il tesoro di Pietroasele, di cui l'anello fa parte

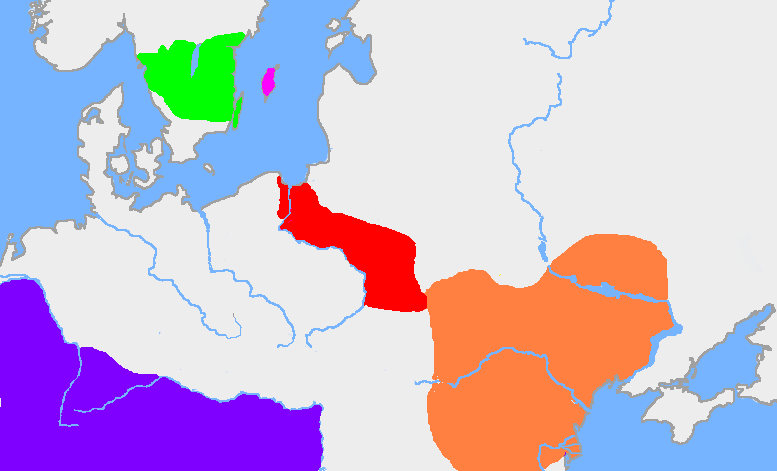
Cultura di Wielbark, inizio del III secolo
Cultura di Černjachov, inizio del IV secolo
Impero romano

Il tesoro originale, scoperto all'interno di un tumulo noto come Istriţa, nei pressi di Pietroasele, Romania, consisteva di 22 pezzi, compreso un grande assortimento di oggetti in oro, piatti e coppe oltre alla gioielleria, e due anelli completi di iscrizioni runiche. Quando venne scoperto, gli oggetti erano tenuti insieme da un'identificata massa scura, il che porta a credere che il tesoro sia stato ricoperto da qualche genere di materiale organico (ad esempio tessuti o pelle) prima di essere interrato. Il peso totale del tesoro era di circa 20 kg.
Dieci oggetti, tra cui uno dei due anelli, vennero rubati poco dopo il ritrovamento. Quando i restanti oggetti vennero ritrovati, si scoprì che l'altro anello era stato tagliato in almeno quattro parti da un orafo di Bucarest, ed uno dei caratteri runici era irrimediabilmente rovinato. Fortunatamente sono sopravvissuti dei disegni dettagliati, un calco in gesso ed una fotografia fatta dall'Arundel Society di Londra, il che ha permesso di stabilire l'identità del carattere perduto con relativa sicurezza.
Gli oggetti rimasti nella collezione mostrano un'altra qualità dell'artigianato, tanto che gli studiosi dubitano che gli oggetti abbiano origini locali. Isaac Taylor (1879), in uno dei suoi primi lavori parla della scoperta, ipotizzando che gli oggetti potrebbero rappresentare parte di un bottino recuperato dai Goti durante le scorribande in Mesia e Tracia (238 - 251). Un'altra delle prime teorie, probabilmente la prima proposta da Odobescu (1889) e ripresa da Giurascu (1976), identifica Atanarico, re pagano dei Tervingi, come probabile originario proprietario del tesoro, presumibilmente acquisito grazie al conflitto con l'imperatore romano Valente nel 369. Il catalogo Goldhelm (1994) suggerisce l'ipotesi che gli oggetti possano essere visti come un regalo fatto dai capi romani ai principi germanici alleati.
Recenti studi mineralogici svolti sugli oggetti indicano almeno tre differenti origini geografiche per l'oro utilizzato: Urali meridionali, Nubia (Sudan) e Persia. L'ipotesi dell'origine Dacia per l'oro è stata esclusa. Nonostante Cojocaru (1999) rifiuti la possibilità che monete romane siano state fuse e forgiate per dare vita a questi oggetti, Constantinescu (2003) giunge alla conclusione opposta.
Una comparazione della composizione mineralogica, delle tecniche di fusione e forgia, ed analisi tipologiche indicano che l'oro che venne usato per creare le iscrizioni runiche all'interno dell'anello, classificate come celto-germaniche, non è puro come quello usato solitamente dai greco-romani, né quello in lega usato per gli oggetti germanici. Questi risultati sembrano indicare che almeno parte del tesoro (tra cui l'anello) venne creato con oro estratto nel nord della Dacia, e potrebbe quindi rappresentare oggetti in possesso dei Goti prima della migrazione verso sud (vedi cultura di Wielbark, Cultura di Černjachov). Poiché queste ipotesi possono sembrare dubbie per la tradizionale teoria dell'origine romano-mediterranea dell'anello, ulteriori ricerche sono necessarie prima di dichiarare con certezza da dove proviene il materiale usato per la costruzione.

## Iscrizione

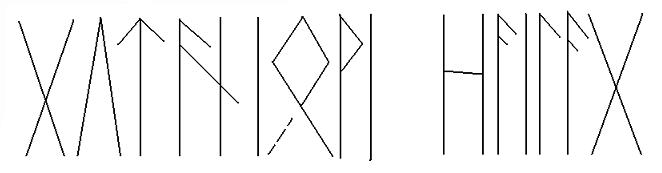
Iscrizione runica presente sull'anello di Pietroasele

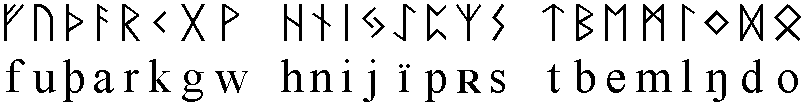
Fuþark antico

### Ricostruzione ed interpretazione
L'anello in oro contiene un'iscrizione runica in Fuþark antico di 15 caratteri, la cui settima (probabilmente la ᛟ /o/) è stata quasi completamente distrutta nel tentativo fatto dai ladri di tagliare l'anello. La runa danneggiata è stata oggetto di dibattito scientifico, ed alcuni la interpretano come la ᛃ /j/ (Reichert 1993, Nedoma 1993) oppure come la ᛋ /s/ (Looijenga 1997). Se prendiamo come guida la fotografia scattata dalla Arundel Society, l'iscrizione andrebbe letta come:
gutaniowi hailag
Questa lettura è stata seguita dai primi studiosi, soprattutto Taylor, che la tradusse come "dedicato hailag al tempio ō-wī(h) dei Goti Gutanī", e da Diculescu (1923), che la tradusse come "sacro hailag al Giove iowī (ovvero Thor) dei Goti gutan(ī)". Düwel (2001), parlando della stessa lettura, suggerì di interpretare la ᛟ come indicativo di ō[þal] per cui la scrittura diventerebbe:
gutanī ō[þal] wī[h] hailag
Questo, secondo Krause (1966), si può tradurre in "sacra wī(h) (ed) inviolabile hailag eredità ō(þal) dei Goti gutanī". Altri studiosi interpretano la ᛟ come indicativo del suffisso femminile: Johnsen (1971) traduce in "sacra hailag reliquia wī(h) della sacerdotessa gotica gutaniō"; Krogmann (1978) lesse la ᛗ /m/ come ᚹᛁ /wi/, traducendo la scritta in "dedicato hailag alle MAdri dei Goti gutaniom (= le Dísir)"; Antonsen (2002) traduce in "sacrosanto wī(h)hailag di donne/guerriere gote gutaniō". Ricostruendo la runa danneggiata come ᛋ /s/, Looijenga (1997) lesse:
gutanīs wī[h] hailag
Disse che gutanīs dovrebbe essere interpretato come una forma arcaica del gotico gutaneis, "Gotico", e quindi wī[h] andrebbe associato a weih, "santuario". In base a questo tradusse l'intera iscrizione in "(oggetto) gotico. Sacrosanto". Reichert (1993) suggerì la possibilità di leggere la runa danneggiata come ᛃ /j/, interpretandola come il rappresentativo di j[ēra], per cui:
gutanī j[era] wī[h] hailag
Reichert lo tradusse con "(buon) anno j(era) dei Goti gutanī, sacri wī(h) (ed) inviolabili hailag". Nonostante Düwel (2001) abbia espresso dubbi riguardo al significato di questa frase, Nordgren (2004) ne sostiene la scelta, considerando l'anello collegato alla sacralità del re ed al suo ruolo di assicurare abbondanti raccolti (rappresentati dalla ᛃ jera). Pieper (2003) legge la runa danneggiata come ᛝ /ŋ/, per cui:
gutanī [i(ng)]wi[n] hailag
La sua traduzione fu "[a] Ingwin dei Goti. Santo".

### Significato
Nonostante manchi un grande consenso riguardo al contenuto esatto dell'iscrizione, gli studiosi sembrano essere d'accordo sul fatto che il suo linguaggio è una qualche forma di gotico e che il suo obbiettivo fosse religioso. Taylor interpreta l'iscrizione come chiaramente pagana, ed indicativa dell'esistenza di un tempio in cui l'anello era un'offerta votiva. Ricava la data di sepoltura (tra il 210 ed il 250) dal fatto che la Cristianizzazione dei Goti stanziati lungo il Danubio si crede avvenuta nel giro di poche generazioni dopo il loro arrivo, nel 238. Nonostante il paganesimo sopravvisse alla prima fase di conversione (250 - 300), come dimostrano i martiri dei primi Goti convertiti (Wereka e Batwin nel 370 e Saba nel 372) per mano dei pagani Goti (nell'ultimo caso per mano di Atanarico), ebbe un indebolimento accentuato negli anni successivi, e la probabilità che venissero offerti simili tesori era scarsa.
MacLeod e Mees (2006) interpretano l'anello come possibile dimostrazione della presenza di un tempio o di un albero sacro, la cui esistenza in tempi pagani è documentata dalla letteratura in norreno antico e dai ritrovamenti archeologici. Suggerirono anche che l'iscrizione potrebbe essere la prova dell'esistenza di una divinità madre adorata dai Goti, confutando il ben documentato culto delle Dísir in altre aree della Germania settentrionale. MacLeod e Mees ipotizzano anche che l'aspetto dei termini germanici che denotano la "santità" (come wīh o hailag) potrebbero aiutare a chiarire la distinzione tra i due concetti della lingua gotica, implicando che l'anello fosse considerato sacro, non solo per il fatto di essere connesso ad una o più divinità, ma come possedente una divinità propria.